# Maid or Man
Maid or Man est un film muet américain réalisé par Thomas H. Ince et sorti en 1911.

## Fiche technique
- Réalisation : Thomas H. Ince
- Date de sortie :  États-Unis : 30 janvier 1911

## Distribution
- Mary Pickford
- Owen Moore
- Charles Arling